# 函館市交通局706形電車
函館市交通局706形電車（はこだてしこうつうきょく706かたでんしゃ）は、1964年（昭和39年）に登場した函館市交通局（函館市電）の路面電車である。

## 概要
1963年8月の正面衝突事故で被災した518号（1964年1月廃車）から電装品および台車を供出し、当時増備中だった800形相当の車体と組み合わせた車両である。車番は700形の続番である「706」が充てられたが、同形式との関連性は薄い。
1969年10月には灯油燃焼式車内暖房器を取り付け実際の運行に供され、試験結果が良好であったことから当時在籍していた各車両にも同様の暖房器が設置された。
1979年3月に廃車されたため現存しない。